# (9080) Takayanagi
(9080) Takayanagi (1994 TP) – planetoida z pasa głównego asteroid okrążająca Słońce w ciągu 5,57 lat w średniej odległości 3,14 au. Odkryta 2 października 1994 roku.